# Cis vitulus
Cis vitulus es una especie de coleóptero de la familia Ciidae.

## Distribución geográfica
Habita en California, Arizona (Estados Unidos).